# 정부제주지방합동청사
정부제주지방합동청사(政府濟州地方合同廳舍)는 대한민국 각 부처의 특별지방행정기관 중 제주특별자치도에 소재하는 행정기관의 사무공간을 통합하여 행정 업무의 효율성을 확보하기 위해 설치한 건축물이다. 각 기관별 사무공간 배정과 합동청사 유지 및 관리 업무는 행정안전부 소속 제주청사관리소에서 수행한다.

## 건립 배경
행정안전부에서는 중앙행정기관에 대하여 1970년대 정부중앙청사, 1980년대 정부과천청사, 1990년대에는 정부대전청사를 건립하는 등 중앙행정기관의 재배치 합동화 사업을 추진하였다.
이후 지방에 산재한 특별지방행정기관의 업무기능의 다양화에 따른 사무공간의 부족, 노후 청사에 근무하는 공무원의 근무환경 열악, 각 기관의 청사가 곳곳에 산재됨에 따른 방문 민원인들의 불편초래 등 문제점이 있어 이를 개선 하고자 「국가기관청사 합동화 계획」을 수립하였다.

## 연혁
- 2003년 2월 대형공사 입찰방법 심의완료(설계시공 일괄입찰 결정)
- 2003년 12월 입찰공고(조달청)
- 2004년 5월 실시설계적격자 심사 및 발표
- 2004년 10월 실시설계완료
- 2004년 12월 공사착공
- 2006년 12월 준공완료

## 입주기관
- 제주지방조달청
- 제주지방병무청
- 제주지방우정청
- 제주특별자치도 보훈청
- 제주지방노동위원회
- 부산지방국세청 제주세무서
- 법무부 제주보호관찰소
- 농림수산검역검사본부 제주검역검사소
- 호남지방통계청 제주사무소
- 방송통신위원회 제주전파관리소 제주사무소
- 영산강유역환경청 제주환경출장소
- 광주지방고용노동청 제주근로개선지도과

## 같이 보기
- 정부서울청사
- 정부과천청사
- 정부대전청사
- 정부광주지방합동청사
- 정부춘천지방합동청사
- 행정안전부